# Megachile agustini
Megachile agustini är en biart som beskrevs av Cockerell 1905. Megachile agustini ingår i släktet tapetserarbin, och familjen buksamlarbin. Inga underarter finns listade i Catalogue of Life.